# Teoria do forrageamento ótimo
Na ecologia, a teoria do forrageamento ótimo (TFO) estipula que o forrageamento de um organismo é de certa forma um meio de maximizar sua absorção de energia por unidade de tempo.  Em outras palavras, eles se comportam de modo a encontrar, capturar e consumir alimento contendo o máximo de calorias enquanto gastam o mínimo de tempo possível fazendo isto.  O entendimento de muitos conceitos ecológicos como adaptação, fluxo energético e competição dependem da habilidade de compreender que alimentos os animais selecionam, e porque.
Robert MacArthur e Eric Pianka (1966) desenvolveram um modelo teórico e empírico, a teoria do forrageamento ótimo (TFO), que levou a um melhor entendimento do comportamento de forragear .  Emlen (1966) publicou, na mesma época, um artigo sobre o mesmo assunto, entretanto diferia em detalhes, demonstrando a necessidade de um modelo onde seleção de alimento por animais poderia ser entendida como um fator evolucionário que maximizasse o ganho de energia líquida por unidade de tempo gasto na alimentação.  Desde sua concepção original, houve muitos artigos e livros publicados mencionando a TFO que fez importantes contribuições a muitas disciplinas incluindo ecologia, fisiologia e antropologia. 

## As classes funcionais de predadores
Teoria de forrageamento ótimo usa predadores como objetos de análise. Existem quatro classes funcionais de predadores:
- Predadores "verdadeiros" atacam grande número de presas durante a vida. Matam a presa imediatamente e a consomem  em sua totalidade. Incluem tigres, leões, baleias, sanguessugas, pássaros que se alimentem de sementes, plantas carnívoras etc.
- Pastejadores ou pastadores atacam partes de diversas presas durante a vida. Raramente as matam, pois tem uma associação íntima entre os parasitas e os hospedeiros. Incluem os bovinos, ovinos, gafanhotos etc.
- Parasitas são caracterizados por consumir poucas presas (indivíduos) durante sua vida e apenas partes delas porém raramente as matam.  Parasitas incluem as tênias, as bactérias etc.
- Parasitóides são caracterizados por consumirem apenas uma presa durante sua vida, acarretando a morte da presa a longo prazo. São tipicamente vespas (ordem Hymenoptera), e algumas moscas (ordem Diptera).  Os adultos são de vida livre e ovopositam em ou perto de outros insetos, a larva decorrente dessa ovoposição é chamada parasitoide larval que se desenvolve no seu hospedeiro (inseto). O dano causado é lentalmente ao hospedeiro e pode se agravar até mata-lo, um parasitóde adulto emerge desse hospedeiro. Pode ocorrer vários parasitoides em um hospedeiro, mas em sua maioria um parasitoide está intimamente associado a um hospedeiro e não causam morte imediata. Muitos virus que atacam organismos unicelulares (como bacteriófagos) são também parasitóides, considerando que se replicam dentro de um único hospedeiro que é inevitavelmente morto por associação.

## Variáveis básicas da TFO
A TFO tenta explicar o comportamento de predação desde que os predadores não comam todo alimento disponível. Depende tipicamente do habitat e tamanho disponível, porém mesmo dentro do habitat, predadores consomem apenas uma parte do que está disponível.
E é a quantidade de energia (calorias) vinda de uma presa.  h é o tempo de manuseio que inclui captura, abate, consumo e digestão.  h se inicia a partir do momento em que a presa foi avistada.  E/h é então a rentabilidade da presa.
Animais tipicamente consomem os tipos mais rentáveis de presa mais do que seria esperado por probabilidade já que estas apareceriam na dieta com mais frequência que no ambiente.  Predadores, no entanto, não consomem apenas as presas mais rentáveis.  Outros tipos de presa podem ser mais facilmente encontrados, e E não é a única exigência nutricional.  Toxinas podem estar presentes em muitos tipos de presa, portanto a variabilidade da dieta previne tais toxinas de chegarem a níveis perigosos.  Existem também outros nutrientes essenciais em todas as dietas dos organismos, logo, fica claro que uma abordagem focando apenas a absorção de energia não provê um modelo adequado.

## Forrageamento ótimo e amplitude da dieta
O predador tenta maximizar E/(h+s), onde s é o tempo envolvido.  Para uma variedade de presas, a taxa de ingestão média dos predadores é Emédia/(hmédia+smédia).  Onde Emédia é a média de energia de todas as presas na dieta, hmédia é o tempo média de manuseio e smédia é a média do tempo.
Quando o predador encontra um novo tipo de presa, então tem duas opções. Pode consumir o novo tipo de presa, que no caso terá rentabilidade de Enovo/hnovo ou pode largar a presa e procurar por algum tipo de presa que já esteja em sua dieta que no caso usa-se Emédia/(hmédia+smédia).  O predador deve consumir o novo tipo de presa quando Enovo/hnovo  ≥ Emédia/(hmédia+smédia) pois o novo tipo de presa eleva sua absorção de energia por unidade de tempo.
Isto leva a novas perspectivas:
- Predadores com longos tempos de manuseio e tempos curtos de procura deveriam ser especialistas. Por exemplo, leões vivem quase permanentemente à vista de suas presas, de modo que o tempo de busca é desprezável. Por outro lado, o tempo de manuseio e principalmente de perseguição podem ser longos e com consumo de energia elevado.
- Generalistas tem um tempo mais curto de manuseio e mais longo de procura. Por exemplo, aves que insectívoras que se alimentam em árvores e arbustos, gastam um tempo considerável buscando insectos, mas a manipulação desses insetos diminutos é quase sempre bem sucedida e requer um tempo insignificante. Por isso, uma ave com essas características tem tudo a ganhar em e pouco a perder em incluir qualquer tipo de inseto na sua dieta, e o benefício é maximizado com uma dieta ampla.
- Predadores deveriam ser generalistas em ambientes com baixa produtividade e especialistas em ambientes com alta produtividade.
- Coevolução predador-presa frequentemente torna não rentável para que ocorra a inserção de um novo tipo de presa na dieta, visto que muitas adaptações anti-predadores elevam o tempo de manuseio.
- Considerando que há um tempo de procura por cada presa, quando a densidade do predador se eleva, o tempo de procura por presa depende da densidade de presas no local. Também há o tempo de manuseio que é específico para cada espécie.